# Tetrapterys nelsonii
Tetrapterys nelsonii là một loài thực vật có hoa trong họ Malpighiaceae. Loài này được Rose miêu tả khoa học đầu tiên năm 1897.